# Lycopodiella lateralis
Lycopodiella lateralis är en lummerväxtart som först beskrevs av Robert Brown, och fick sitt nu gällande namn av B. Øllg. Lycopodiella lateralis ingår i släktet strandlumrar, och familjen lummerväxter. Inga underarter finns listade i Catalogue of Life.